# Monopetalanthus
Genre
Monopetalanthus est un genre de plantes à fleurs dicotylédones de la famille des Fabaceae, sous-famille des Caesalpinioideae, originaire d'Afrique tropicale, qui comprend deux espèces acceptées.
Des études phylogénétiques récentes (2002) ont montré le caractère polyphylétique de ce genre, conduisant à subdiviser le genre Monopetalanthus en plusieurs groupes transférés dans d'autres genres : Tetraberlinia, Aphanocalyx, Bikinia.

## Liste d'espèces
Selon The Plant List (5 novembre 2018) :
- Monopetalanthus coriaceus Morel ex Aubrév.
- Monopetalanthus durandii F. Hallé & Normand